# Ігнатов Вадим Миколайович
Вадим Миколайович Ігнатов (нар. 8 вересня 1931, місто Воронеж, тепер Російська Федерація — 3 червня 1998, місто Москва) — радянський державний діяч, 1-й секретар Воронезького обкому КПРС, заступник голови Державного агропромислового комітету СРСР. Член ЦК КПРС у 1976—1990 роках. Депутат Верховної ради РРФСР 8-го скликання. Депутат Верховної Ради СРСР 9—11-го скликань.

## Життєпис
Член КПРС з 1953 року.
У 1954—1961 роках — старший агроном, головний агроном навчального господарства Ленінградського сільськогосподарського інституту; головний агроном Ленінградського обласного управління радгоспів.
У 1957 році закінчив заочно Ленінградський сільськогосподарський інститут.
У 1961—1962 роках — заступник завідувача, у 1962—1968 роках — завідувач відділу Ленінградського обласного комітету КПРС.
У 1968 — 25 січня 1973 року — секретар Ленінградського обласного комітету КПРС.
25 січня 1973 — 22 липня 1975 року — 2-й секретар Ленінградського обласного комітету КПРС.
11 липня 1975 — 10 січня 1987 року — 1-й секретар Воронезького обласного комітету КПРС.
У 1987 році закінчив Інститут підвищення кваліфікації вищої ланки держуправління Академії народного господарства при Раді міністрів СРСР.
У 1987—1989 роках — заступник голови Державного агропромислового комітету СРСР.
З листопада 1989 року — персональний пенсіонер союзного значення в Москві.
У 1990—1991 роках — заступник голови науково-виробничого сільськогосподарського кооперативу «Біорепродукції» в селищі Горки Ленінські Московської області.
У 1991—1992 роках — заступник генерального директора міжнародної промислово-аграрної комерційної асоціації «Інтерагрінас» у Москві. У 1992—1997 роках — генеральний директор малого підприємства ТОВ фірма «БІНАМ» у Москві.
У 1997—1998 роках — консультант глави адміністрації Воронезької області.
Помер 3 червня 1998 року. Похований в Москві на Новокунцевському цвинтарі.

## Нагороди і звання
- два ордени Леніна
- орден Жовтневої Революції
- два ордени Трудового Червоного Прапора
- медалі